# Иси но Ходэн
Иси но Ходэн (яп. 石の宝殿 иси но хо:дэн) — мегалитический памятник, расположенный на территории синтоистского святилища Осико-дзиндзя (яп. 生石神社). Дзиндзя расположен в городе Такасаго, префектуры Хиого, региона Кансай в Японии. Мегалит неизвестного возраста, внесённый в список национальных исторических мест Японии в 1979 году вместе с находящимися рядом Каменными карьерами Тацуяма (яп. 竜山石採石遺跡 тацуяма исисайсэки исэки), датируемыми периодом Кофун. Также памятник называют Амэ но Укииси (яп. 天の浮石).

## Иси но Ходэн
Иси-но-Ходэн состоит из вулканического туфа и окружён с трех сторон необработанной горной породой. Его вес оценивают в 500 тонн, а размеры составляют 6,4 метра в ширину, 5,7 метра в высоту и 7,2 метра в толщину. По форме он вырезан в виде двух плоских прямоугольных параллелепипедов, ориентированных вертикально, а между ними находится третий небольшой прямоугольный параллелепипед. Одна из сторон Иси но Ходэна имеет пирамидальный выступ. Пространство между окружающей скальной породой и мегалитом достаточно широкое, чтобы по нему мог пройти взрослый человек, также его можно обойти вокруг (проход к мегалиту платный). Памятник расположен в большом углублении, у основания которого находится пруд. У основания памятника находится вырез, образующий центральный столб; он не виден стоящему человеку, поэтому кажется, что монолит парит над прудом.
С 2005 по 2006 год Управление образования города Такасаго при сотрудничестве научно-исследовательского института университета Отэмаэ замерило размеры памятника лазерами, однако дата создания монолита, а также кем и с какой целью был создан, остаются неизвестны. Согласно легенде, ками (божества) Окунинуси и Сукунабикона пришли из Идзумо в Хариму и попытались построить там каменный дворец за одну ночь. Их усилия были сорваны восстанием ками Харимы, и частично построенный дворец был разрушен. Тем не менее, Окунинуси и Сукунабико решили защитить эту землю.
Монолит упоминается в документе «Харима кокудо фудоки», который датируется примерно 713—717 годами; там строительство Иси-но-Ходэна приписывается Мононобэ-но-Мория по указу принца Сётоку, хотя, когда принц Сётоку начал править, Мононобэ-но-Мория уже давно умер. Во время периода Эдо Филипп Франц фон Зибольд обратил внимание на памятник и оставил три подробных наброска в первом томе своего труда Nippon. Archiv zur Beschreibung von Japan und dessen Neben- und Schutzländern («Ниппон. Архив для описания Японии и её сопредельных и охраняемых земель») 1832 года.
Монолит находится в 1,5 километрах от железнодорожной станции Ходэн на линии Санъё, оператором которой является JR West.

## Галерея

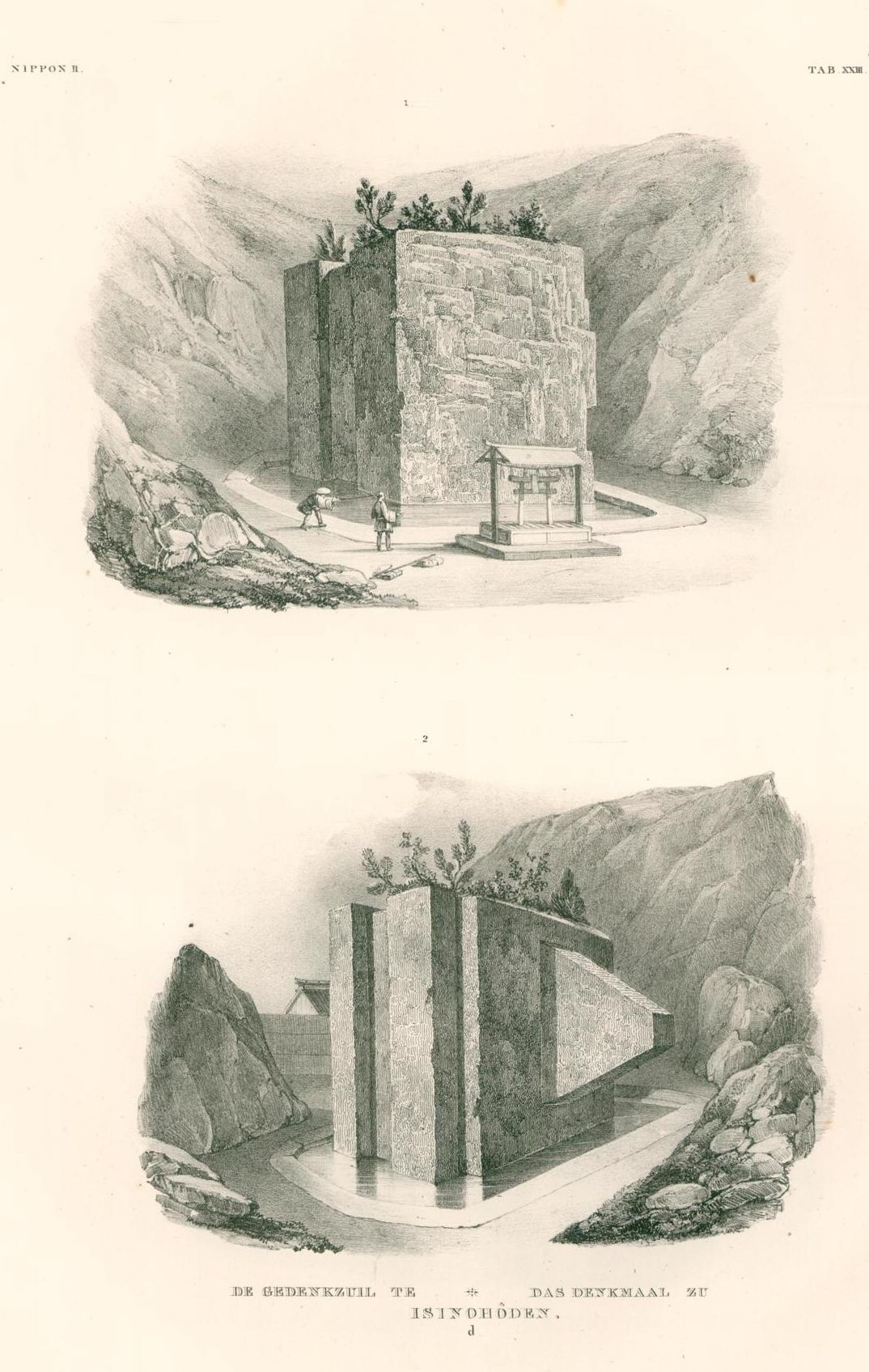
Иси но Ходэн в Nippon Зибольда
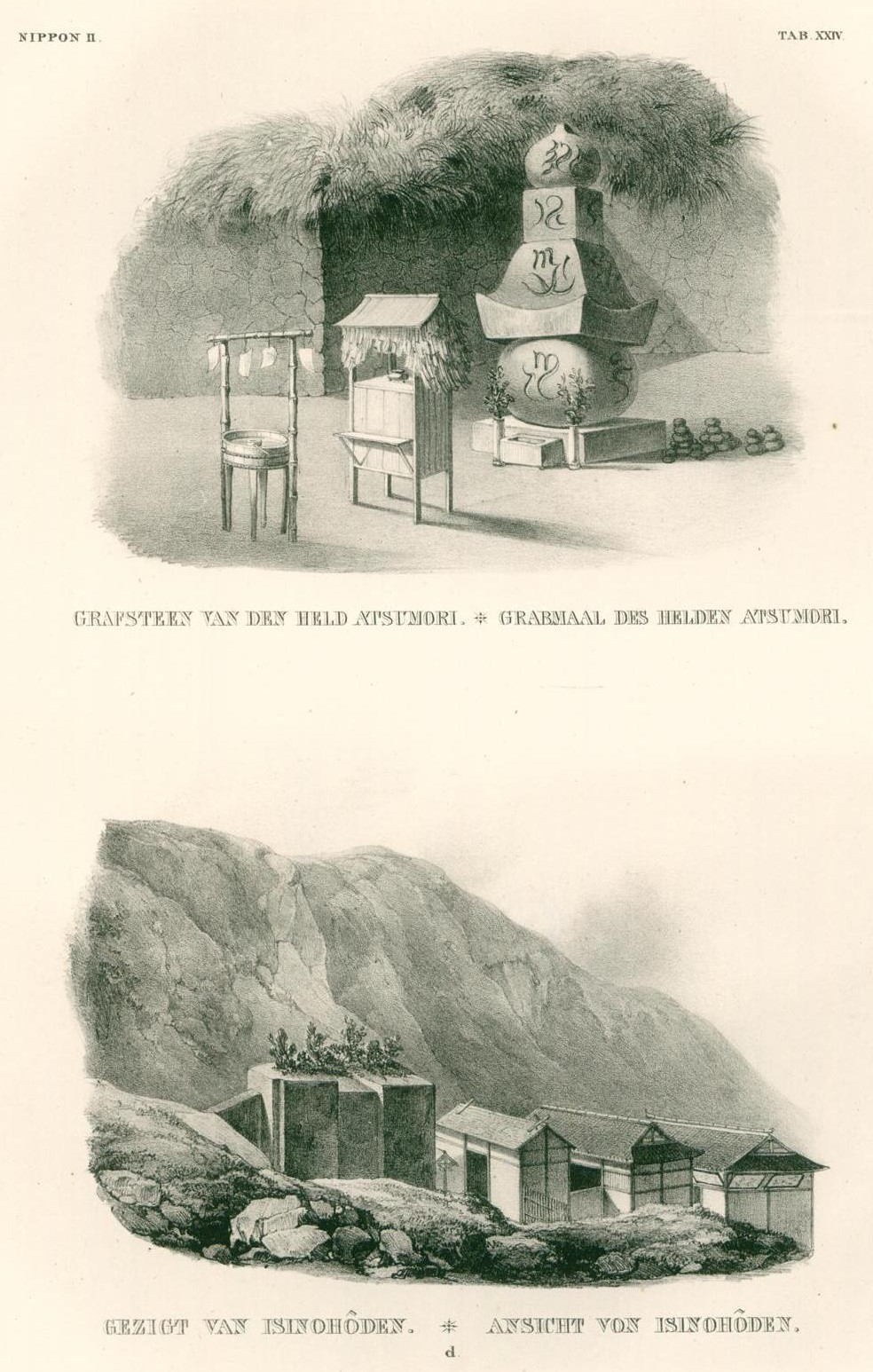
Надгробие из Ацумори и Иси но Ходэн в Nippon Зибольда
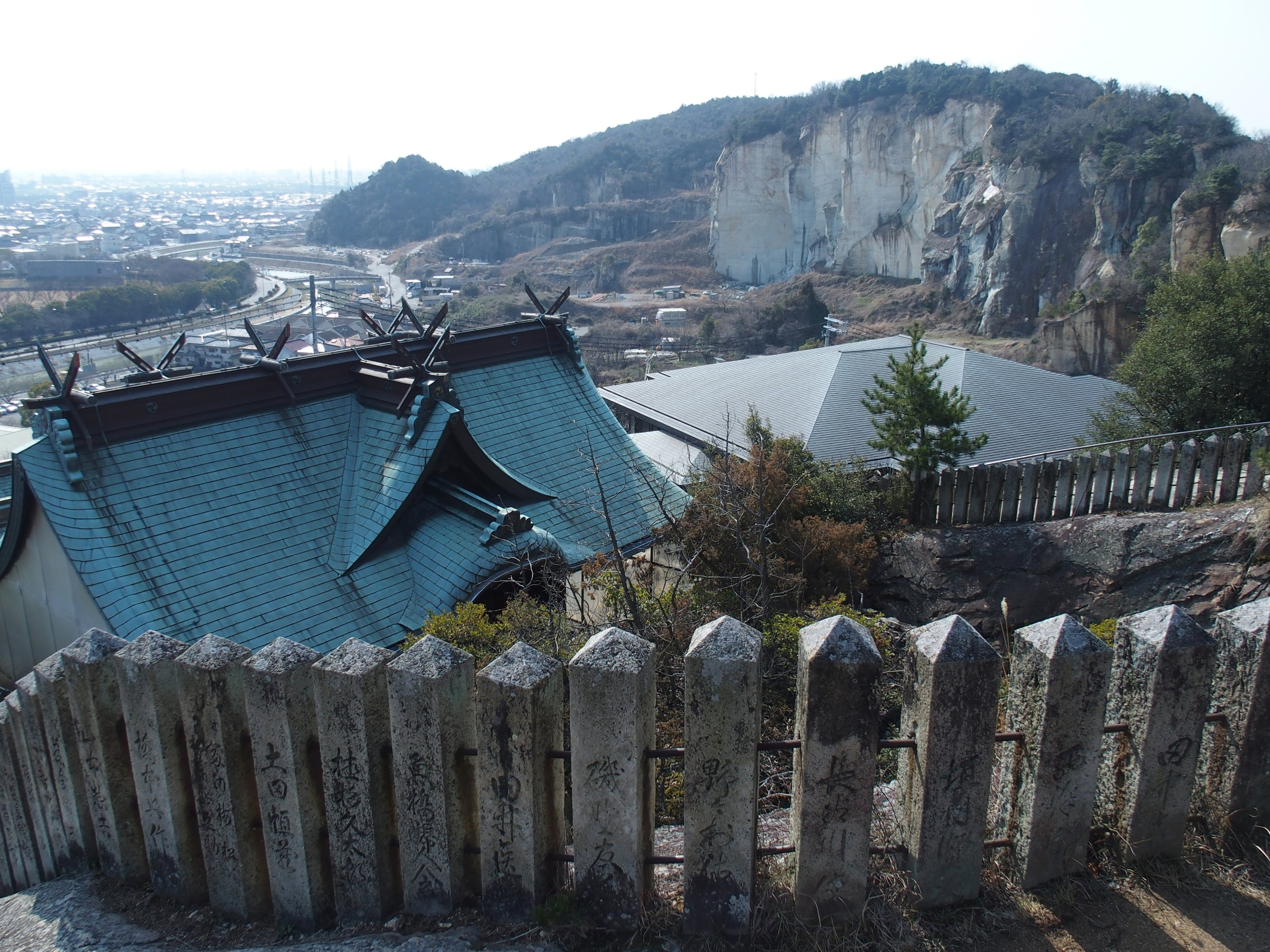
Каменные карьеры Тацуяма